# 岡本章
岡本 章（おかもと あきら、1953年10月5日 - ）は、日本の政治家。和歌山県九度山町長（5期）。

## 来歴
喫茶店経営の傍ら、1990年和歌山県九度山町議会議員選挙に立候補し初当選。1998年現職の任期満了に伴う町長選挙に立候補するも落選。その後再び町議会議員に返り咲き、通算4期議員を務めた。

### 2006年九度山町長選挙
2006年、再び現職の任期満了による町長選挙に再出馬。知恵と対話のまちづくりを公約に掲げ、現職に606票差をつけて町長初当選。
※当日有権者数：4,756人 最終投票率：84.88%（前回比：-pts）
| 候補者名   | 年齢 | 所属党派 | 新旧別 | 得票数  | 得票率 | 推薦・支持 |
| ---------- | ---- | -------- | ------ | ------- | ------ | ---------- |
| 岡本章     | 52   | 無所属   | 新     | 2,293票 | 57.6%  | -          |
| 奥野恒太郎 | 68   | 無所属   | 現     | 1,687票 | 42.4%  | -          |

6代目九度山町長に就任した。

### 2010年九度山町長選挙
2010年の選挙は新人との争いとなったが、これを破って再選を果たした。
※当日有権者数：4,443人 最終投票率：86.43%（前回比：1.55pts）
| 候補者名 | 年齢 | 所属党派 | 新旧別 | 得票数  | 得票率 | 推薦・支持 |
| -------- | ---- | -------- | ------ | ------- | ------ | ---------- |
| 岡本章   | 56   | 無所属   | 現     | 2,531票 | 66.6%  | -          |
| 石井健嗣 | -    | 無所属   | 新     | 1,272票 | 33.4%  | -          |

2014年と2018年の選挙は無投票で3選、4選を果たした。

### 2022年九度山町長選挙
2022年の町長選では、元町議会議員の新人との争いとなったが、これを破って5選を果たした。
※当日有権者数：3,536人 最終投票率：76.47%（前回比：-pts）
| 候補者名 | 年齢 | 所属党派 | 新旧別 | 得票数  | 得票率 | 推薦・支持 |
| -------- | ---- | -------- | ------ | ------- | ------ | ---------- |
| 岡本章   | 68   | 無所属   | 現     | 1,738票 | 64.9%  | -          |
| 西山隆   | 56   | 無所属   | 新     | 940票   | 35.1%  | -          |

2023年11月8日より中央社会保険医療協議会・専門委員に就任。